# Espanha nos Jogos Olímpicos de Verão de 1920
A Espanha nos Jogos Olímpicos de Verão de 1920 em Antuérpia, na Bélgica participou representada por 58 atletas, sendo todos homens. Essa foi a segunda aparição do país nos Jogos Olímpicos de Verão.
Os atletas nacionais disputaram 15 modalidades diferentes de 4 esportes e conquistaram um total de 4 medalhas, sendo uma de ouro, 2 de prata e 1 de bronze, terminando em 17º lugar no quadro geral de medalhas da competição.

## Medalhistas

### Prata
- Espanha — Polo, Time masculino;

- Espanha — Futebol masculino.